# Oblíbená hra
Oblíbená hra (anglicky The Favourite Game) je první román kanadského spisovatele a později hudebníka Leonarda Cohena, který byl poprvé publikován v roce 1963 nakladatelstvím Secker & Warburg. Původně jej Cohen nabídl nakladatelství McClelland & Stewart, ale to jej odmítlo vydat. V Česku knihu o mnoho let později, v roce 1998, vydalo nakladatelství Argo. Jde o autobiografický román o mladém muži hledajícím svou identitu ve psaní. V roce 2003 podle předlohy tohoto romány natočil režisér Bernar Hébert stejnojmenný film. Cohenův druhý román Nádherní poražení (anglicky Beautiful Losers) byl poprvé publikován v březnu roku 1966.